# Ludwig Schweickert
Ludwig Schweickert   (Fürth, 26 d'abril de 1915 - Oriol, 11 de juliol de 1943) va ser un lluitador alemany que va competir durant les dècades de 1930 i 1940. Combinà la lluita lliure i la lluita grecoromana.
El 1936 va prendre part en els Jocs Olímpics d'Estiu de Berlín, on va guanyar la medalla de plata en la competició del pes mitjà del programa de lluita grecoromana. En el seu palmarès també destaquen dues medalles de plata al Campionat d'Europa de lluita, el 1937 i 1939. De 1937 a 1942 va guanyar els títols nacionals d'estil grecoromà i el 1938, 1940 i 1941 el d'estil lliure.
Va morir al front oriental de la Segona Guerra Mundial defensant la ciutat d'Oriol de l'Exèrcit Roig.